# Ljubomir Stankić
Ljubomir Stankić (Srnice Donje, Gradačac,12. avgust 1960) srpski je književnik. Stankić je diplomirani specijalista korektivne gimnastike, autor knjige je i autor akreditovanog programa Korak, vežbe za prevenciju i korekciju telesnih defor-miteta”(ove godine je pod rednim brojem 214, Zdravstveno vaspitanje), individualnog programa preventivnih i korektivnih vežbi, kampova korektivne gimnastike, jedinstvene izložbe fotografija telesnih deformiteta,  prvog Kluba korektivne gimnastike, obrazovnih filmova.

## Biografija
Ljubomir Stankić je rođen 12. avgust 1960 u D. Srinicama. Osnovnu školu, „Ivan Goran Kovačić“ je završio u Gradačcu gde je pohađao i prva tri razreda u gimnaziji „Hasan Kikić“. Završnu gimnazijsku godinu je proveo u Brčkom gde je maturirao u gimnaziji „Vaso Pelagić“ 1978/79. Ovaj prelazak iz Gradačca u Brčko je u vezi sa nastavkom odbojkaške karijere.   
U Tuzli završava Pedagošku akademiju, smer fizičko vaspitanje. Slede godine (vođene izborom odbojkaških klubova) življenja u Bijeljini, Zvorniku, služenje vojnog roka u Sarajevu i dolazak u Suboticu (opet zbog odbojke) gde i danas živi i radi.
Nakon odbojkaške igračke i trenerske sportske karijere,(MOK”Spartak”) marta 1999. osniva prvi Klub korektivne gimnastike Korak u Srbija. Osmišlja Individualni program vežbi, Lični karton, logo i naziv Kluba i sve to zaštićuje u Saveznom zavodu za intelektualnu svojinu. Organizuje seminare, kampove, izložbe, razne manifestacije kojima promoviše zdrav način života i važnost pravilnog usmeravanja rasta i razvoja dece i omladine. Svojim radom deluje na svest svih onih koji se bave decom, a u Klubu Korak razvija individualni program sa preko 2600 vežbi preventivnog i korektivnog karaktera. Autor je programa OSEBI , namenjenog očuvanju i razvoju psihomotoričkih osobina odraslih. 
Od 2008. u okviru ZUOV-a ima akreditovan seminar za stručno usavršavanje nastavnika i profesora fizičkog vaspitanja. Seminar pod nazivom; Korak, vežbe za prevenciju i korekciju telesnih deformiteta, dobija, godinama unazad, najbolje ocene od kolega. Svake godine organizuje jedinstvene  zimske i letnje kampove korektivne gimnastike. 
Od 2010. u oktobru mesecu organizuje Dan kičmenog stuba, koji se u svetu obeležava u okviru SZO. Raznim dopadljivim, prijemčljivim akcijama približava ovu važnu oblast velikom broju sugrađana u Subotici, ali i u drugim gradovima u Srbiji i van.
Autor jedinstvene izložbe fotografija telesnih deformiteta, opet sa obrazovnim ciljem, kako bi prevencija telesnih poremećaja kod dece i omladine dobila na kvalitetu.
Sa istim ciljem, obrazovnim, napravljeni su i kratki filmovi, gde je prikazan praktičan način prepoznavanja odstupanja od pravilnog držanja tela, dijagnostika i vežbe koje se upražnjavaju za  prevenciju i korekciju određenih telesnih poremećaja.
Kao rezultat desetogodišnjeg rada u Klubu “Korak”, izdaje  prvu knjiga “Gledaj kako rastem”. Promocija knjiga je upriličena 13.11.2009. u Trofejnoj sali SD”Spartak” uz prisustvo mnogobrojnih prijatelja, trenera i sportskih stručnjaka. 
Na Fakultetu sporta i fizičkog vaspitanja u Novom Sadu 26. mart 2010 stiče diplomu, Diplomirani specijalista korektivne gimnastike. Ocenom deset (10) uspešno brani rad pod naslovom, Osnivanje i razvoj Kluba korektivne gimnastike “Korak” kod mentorke doc.dr Branke Protić-Gave.
Dobitnik je Svetosavske povelje 2007. koju je dodelio subotički nedeljnik Dani. Oženjen, otac dve ćerke.

## Odbojka
Prelazak iz Gradačca i matičnog Kluba OK”Gradačac” u, jedan od najvećih odbojkaških centara u SFRJ, u Brčko 1978. god.  označio je početak ozbiljnog bavljenja odbojkom. Novi Klub, OK“Interplet“, tada je bio član II Savezne lige. Brigu o nama, mladim igračima, srednjoš-kolcima i studentima vodio je sjajan čovek, čika Maglov Mladen.  Treneri su bili; iskusni, bivši reprezentativac Jugoslavije, Mehmedalija Žilić i Muharem Skelić, izvanredan pedagog. Ekipu je činilo par starijih igrača: uz trenera-igrača Žilu, tu su bili Ziri, Nage, Zoka, braća Tomić, Milan i  mlađi  Pero,  a od mlađih, Trobradović, Bajraktarević, Kisić... Stankić.
Već sledeće godine Klub se fuzionisao sa starijjim gradskim klubom OK“Jedinstvom“ te je napravljen stabilan prvoligaški klub „Jedinstvo-Interplet“. Kombinacija iskustva i mladosti, iskustva koje su činili vrsni ljudi i majstori odbojke: Elezović, Kisić, Husrefović, Tomić M. i Tomić P, Dervišević pa plejada perspektivnih juniora. Juniorska ekipa je bila apsolutni pobednik čuvenog Majskog turnira u Beogradu 1980, bez izgubljenog seta. Ekipu je činilo nekoliko reprezentativaca BiH i SFRJ. Velike karijere iz te juniorske ekipe su postigli Čulić. Glinac, Klašnjić, Salihović, Trobradović, Rejzović, Bajraktarević, Ristić. Lejlić... i Stankić kao kapiten ekipe, igrajući po raznim selekcijama i klubovima u zemlji, a posle i van.  Te, 1980. na kampu odbojkaške reprezentacije BiH u Zaostrogu, radili smo na otvorenim terenima sa vrhunskim stručnjacima koje je predvodio prof. Viktor Krevsel, trener muške odbojkaške reprezentacije Jugoslavije.
Ekipa reprezentacije BiH je 1980. pobedila  na Fočanskoj olimpijadi, a ekipu su, uglavnom, čini-li igrači iz „Jedinstvo-Interpleta“ (Trobradović, Čulić, Stankić)  i sarajevske „Bosne“ (Imširović, Rodić, Dedović)  uz pojačanje iz OK“Modriča“ (Marić) , a na klupi je bio trener Jekić.
Sledećih nekoliko godina su usledile migracije, od Tuzle u periodu 1981-82 (OK“Jedinstvo“),  Bijeljine  1982-83 (OK“Radnik“), Zvornika 1983-85  (OK“Drina“), pa sve do dolaska u Suboticu u avgustu 1985. i nastavka karijere u OK“Spartak“, prvo kao igrač do 1991, a potom i kao trener.  
U tandemu sa Hauer Zdenekom (iz Žilina, Slovačka), a zatim i Darkom Kalajdžićem, profe-sorom Fakulteta sporta i fizičkog vaspitanja iz Novog Sada, radi sa seniorima MOK “Spartak“, članom I Savezne odbojkaške lige. U isto vreme radi i kao nastavnik fizičkog vaspitanja u OŠ “Matija Gubec“ iz Tavankuta.
Sledi nekoliko godina bez odbojke i škole (1993-97.), a od 1997. se vraća u školu (OŠ“Sonja Marinković“) i rad u OK“Sever“. Tu stvara jednu novu generaciju igrača koja će godinama činiti osnovu u MOK“Spartak“. Perjanice te mlade ekipe su bili: Ostojić, Vujić... .
Posle priprema održanih na Letenci, januara 2000. napušta odbojku  i u potpunosti se posvećuje radu u svom Klubu korektivne gimnastike  „Korak”.

## Gledaj kako rastem
Gledaj kako rastem, knjiga se bavi problemima telesnog odrastanja školske dece i omladine u Klubu korektivne gimnastike „Korak” i nastala je kao proizvod desetogodišnjeg rada Kluba. Na vrlo praktičan i prihvatljiv način sa preko 950 fotografija iz prakse Kluba, knjiga pokušava da približi sveprisutnu problematiku deformiteta kičmenog stuba, grudnog koša i nogu, pre svega roditeljima a zatim profesorima fizičkog vasp., trenerima i svima onima koji se bave decom i njihovim dobrom. Date su osnove anatomije čovečijeg tela, pravilnog držanja tela kao i metodika provere posture. Obrađeni su deformiteti kičmenog stuba, grudnog koša i nogu te date i korektivne vežbe za iste. Dat je i kompletan program vežbi istezanja.